# 乳首
乳首（ちくび、英: nipple, 独: Brustwarze, 仏: mamelon, 羅: papilla）は、哺乳類の胸部にある小さな突起状の器官。乳頭（にゅうとう）ともいう。人の場合、1個の乳房に1個ある色素沈着した突起物。その周囲の色素沈着した領域は乳輪（にゅうりん、英: areola, 独: Warzenhof, 仏: aréole, 羅: areola mammae）という。
なお、資料によってはバストトップと称される場合もあるが、和製英語である。

## 乳首
哺乳類の乳房に存在する乳汁の出口である。授乳時に子供が乳首を咥えて、吸うことで母乳を摂取する。乳首はオス・メスに分化する前の胎児の段階で作られてしまうため、オスにも存在するが多くはあまり大きくならずに終わる。女性ホルモンの影響が大きいと女性の様に発達する（女性化乳房症）。
乳腺の乳腺小葉で合成された乳汁は、乳管を通って乳頭まで運ばれる。乳管は合流して主乳管（1個の乳房に15-20個）となり、乳頭に開口する。乳汁は垂れ流しではなく、乳首や乳房を搾ったり、乳首を吸うことではじめて出てくる。ヒトの場合、乳児が乳首を吸引するとそれがトリガーとなって下垂体前葉よりプロラクチンというホルモンが分泌される。プロラクチンの血中濃度が高まると乳汁が合成される。一方、家畜から乳汁を得る場合は乳首を搾って得る。
乳輪にはモントゴメリー腺（乳輪腺）が分布しており、皮脂を分泌する。これは乳輪および乳頭を保護する役割を持つ。

女性は乳房のタナー段階で、思春期に入るIIの前半（乳頭期）から乳首が発達し始め（Thelarche）、Vに近づくにつれて大きくなる。色はIは薄ピンク色だがIIからVにかけては個人差により薄ピンク色のままの人もいれば黒ずむ人もいる。

思春期前（女性は乳房のタナー段階I）は男女とも乳首は小さく、性差も無い。女性は思春期に入ると同時に乳房の成長が始まり（Thelarche）、最初に乳房のタナー段階IIの前半である乳頭期として乳首が膨らみはじめ、白い体操シャツやTシャツ1枚のみ着用且つ胸と密着した時に 乳首・乳輪付近に疼痛や痒みが生じたり（これが後述する黒ずみの一因にもなる）、「胸ポチ」が生じやすくなることで、思春期に入ったことに気づきやすく、これを機にノーブラをやめてジュニアブラを着け始める時期であり、ジュニアブラを着用する事で乳首・乳輪付近の疼痛や痒み、胸ポチを抑える。乳頭径は乳房のタナー段階IIまでは3-4mmであるが、III以降では4-9mmとなる。成人型乳房になった女性（乳房のタナー段階V）の乳頭径は平均10mm前後・乳頭高さ8-9mmであるが、人によっては乳頭径が20mm以上になる「巨大乳頭」となる場合があり、巨大乳頭になると授乳時に開口が小さい乳児が乳首を咥えて、吸うことが困難になる（乳児が成長して開口が大きくなると巨大乳頭でも乳首を咥えて、吸うことが可能となる）。逆に、乳頭径・乳頭高さが平均を下回る「短小乳頭」でも「陥没乳頭」程ではないものの開口が小さい乳児が乳首を咥えて、吸うことが困難になる。
色は乳房のタナー段階I（思春期前）は薄ピンク色であるが、これは血管が集中しているためである。IIからVにかけては個人差により薄ピンク色のままの人もいれば、ホルモンバランスの変化や乳首・乳輪に被服などが摩擦することなどでメラニン細胞が活性化してメラニンが生成され、黒ずむ人もいる。妊娠中から出産直後にかけてはホルモンが増加し、また授乳時の刺激から守るためにメラニン色素が増えて黒ずみが増す。高齢者はメラニンを生成する機能が衰えるために黒ずみが薄くなる。男性も思春期以降は黒ずむ。乳輪についても類似の現象が見られ、思春期前ではピンクだが妊婦・経産婦では褐色ないし黒褐色となる。

### 性的な機能
生殖機能としては上記以外の機能はないが、女性の乳首は男性にとって、乳房と同様性的な魅力を持つ。女性にとっても性感帯の一つに数えられ、性行為の際は重要な役割を果たす（男性においても性感帯であることが多い）。乳首の皮膚神経が刺激されると、平滑筋の作用によりその長さは伸びる（勃起）。
陰茎の勃起が性的興奮以外の条件（就寝中や体の放熱時など）でも頻繁に起こってしまうのと同様に、乳首のそれは性的興奮以外にも温度や触覚によっても起りうる。

### 疾患
授乳期に乳首を清潔に保っておかないと乳管が詰まったり細菌が感染したりして乳腺炎になる。乳首に病変が広がるパジェット病という癌もある。乳首が乳房内部に引き込まれたり、血性の分泌物を出したら、乳癌が疑われる
。